# 軟質磁性体
軟質磁性体（なんしつじせいたい）もしくは軟磁性体（なんじせいたい）とは磁性体の中でも比較的簡単に磁極が消えたり反転したりするものを指す。これとは反対の性質を持つ磁性体を硬質磁性体と呼ぶ。
軟質磁性体は磁力が飽和するまでは外部磁場に比例して磁気分極が増減し、増加する場合と減少する場合の磁気分極の割合が非常に近い、つまりヒステリシス特性が小さいという性質がある。保磁力が小さく透磁率が大きいといえる。